# Джонс, Стивен (легкоатлет)
Стивен Макнелли Джонс (англ. Stephen McNelly Jones; род. 25 июля 1978) — барбадосский легкоатлет, специалист по барьерному бегу. Выступал за сборную Барбадоса по лёгкой атлетике в 1995—2007 годах, победитель и призёр CARIFTA Games, обладатель бронзовой медали чемпионата Центральной Америки и Карибского бассейна, участник летних Олимпийских игр в Афинах.

## Биография
Стивен Джонс родился 25 июля 1978 года.
Впервые заявил о себе в лёгкой атлетике на международном уровне в сезоне 1995 года, когда вошёл в состав барбадосской национальной сборной и выступил на CARIFTA Games в Джорджтауне, где в зачёте бега на 110 метров с барьерами выиграл бронзовую медаль.
В 1996 году в 110-метровом барьерном беге одержал победу на CARIFTA Games в Кингстоне, взял бронзу на юниорском первенстве Центральной Америки и Карибского бассейна в Сан-Сальвадоре, дошёл до стадии полуфиналов на юниорском мировом первенстве в Сиднее.
В 1997 году в той же дисциплине победил на домашних CARIFTA Games в Бриджтауне, получил серебро на юниорском панамериканском чемпионате в Гаване.
В 2001 году взял бронзу на чемпионате Центральной Америки и Карибского бассейна в Гватемале, остановился в полуфинале на чемпионате мира в Эдмонтоне.
Благодаря череде удачных выступлений удостоился права защищать честь страны на летних Олимпийских играх 2004 года в Афинах — в программе бега на 110 метров с барьерами с личным рекордом 13,56 благополучно преодолел предварительный квалификационный этап, тогда как в четвертьфинале показал результат 13,85 и выбыл из борьбы за медали.
После афинской Олимпиады Джонс остался действующим спортсменом на ещё один олимпийский цикл и продолжил принимать участие в крупнейших международных стартах. Так, в 2007 году в барьерном беге на 110 метров он финишировал шестым на чемпионате NACAC в Сан-Сальвадоре, отметился выступлением на Панамериканских играх в Рио-де-Жанейро.